# Español nicaragüense

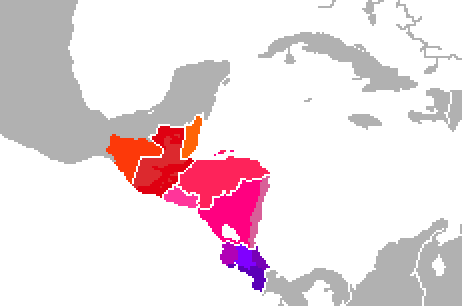
Variedades lingüísticas del español centroamericano.

El español nicaragüense (es-NI) es la variante del idioma español hablada en Nicaragua.

## Características
El uso del español existente en Nicaragua presenta rasgos que lo distinguen de las demás variedades dialectales de la lengua de Cervantes, entre las cuales podemos mencionar:
- Rasgos de tendencia conservadora: uso del prefijo re- o requete- con valor enfático o superlativo como remalo, rejodido o requetebién, y voces o significados olvidados en España.
- Rasgos de índole vulgar o rural (diptongación, comparativos perifrásticos como más pequeño, más bueno o más grande, adjetivación del adverbio medio como en "ellos son medio locos", pluralización de la forma impersonal del verbo haber como en "habían muchos heridos", confusión de número del objeto directo y el indirecto en construcciones con se como en "ya se los dije a ustedes").
- Rasgos innovadores (empleo de hasta con significación de comienzo, en lugar de fin de una acción como en "abre la oficina hasta las ocho de la mañana", uso de la preposición desde para referirse al momento inicial de una acción durativa como en "mi esposa está en la casa desde el domingo" y empleo del verbo andar en construcciones perifrásticas en las que pierde su idea de movimiento como en "donde quiera que esté, se anda durmiendo").[3]

En cuanto a la denominación del idioma oficial del país, la mayoría de los nicaragüenses prefieren el uso del término "español" frente a "castellano". Un grupo de encuestas hechas en Managua a personas de ambos sexos de 20 a 55 años de edad revelaron que el 90.3 % de los entrevistados le llama español, el 7.2% se decanta por castellano y el 2.5% restante escoge otra forma de llamarlo.
La variedad propia del español hablado en Nicaragua está siendo estudiada por lingüistas, como es el caso de la investigadora María Auxiliadora Rosales, quien ha publicado un Atlas Lingüístico de Nicaragua, el cual trata sobre las formas y variantes de pronunciar las palabras en todos los rincones del país, incluyendo también en ese estudio a las regiones caribeñas.
La variedad del español de Nicaragua es muy semejante a la de Honduras y El Salvador. Su forma de hablar es percibida por sus oyentes como "suave" y "melodiosa", aunque hay que distinguir dos grandes regiones lingüísticas del país: la Zona Central y la Zona del Pacífico, conquistadas por los españoles y que son hispanohablante, y la Zona del Atlántico, en donde el uso del inglés es habitual debido a la presencia británica en el pasado de esa región y a la supervivencia de los grupos étnicos de origen africano, así como también a la existencia de grupos indígenas, si bien estos últimos prefieren hablar sus lenguas autóctonas.

### Fonética y fonología
Las características más representativas a nivel fonético del idioma español hablado en Nicaragua son las siguientes: Reducción de hiatos, variación del timbre de las vocales, uso de consonantes más relajadas como en el español de España, cambios en las palabras (vocalización en zonas rurales, alteración y omisión de letras) y seseo.
Las características de la fonología nicaragüense incluyen las siguientes:
- Presencia de seseo, /θ/ y /s/ no se distinguen, como en toda América Latina.
- La /s/ final de sílaba se realiza como glotal [h], excepto en los departamentos sureños de Río San Juan y Rivas, y en el discurso formal, como en las transmisiones de televisión.
  - La aspiración de /s/ final de sílaba ocurre en mayor medida en el español de Nicaragua que en los otros dialectos centroamericanos. Los nicaragüenses retienen la h final de frase con más frecuencia que los hablantes caribeños y rara vez eluden por completo la /s/ preconsonántica.
- La /x/ se realiza como glótica [h].
- La /d/ intervocálica a menudo desaparece; la terminación -ado suele ser [ao].
- No hay confusión entre /l/ y /r/, al contrario del español del Caribe.
- La /n/ final de palabra se pronuncia velar [ŋ].
- Las oclusivas sordas al final de la palabra (/p/, /t/, /k/ —raras en palabras nativas del español, pero que ocurren en muchas palabras prestadas del inglés) a menudo se fusionan en la pronunciación como [k]. La heladería costarricense Pops, con franquicias en otros países centroamericanos, se pronuncia en ciertas regiones de Nicaragua como Pocs, internet se pronuncia a veces Internec; cenit se pronuncia cenic; portátil se pronuncia lactoc; y robot pronunciado roboc. Esto a veces se extiende a palabras nativas en español donde tales oclusivas se encuentran al final de una sílaba. Por ejemplo, aceptar a veces se pronuncia acectar.
- Como en Nicaragua se hablaba náhuatl en la región del Pacífico, el dialecto nicaragüense adoptó la africada alveolar sorda [t͡s] y el grupo [tl] (originalmente /tɬ/), representado por los respectivos dígrafos <tz> y <tl>, en préstamos de origen náhuatl, como quetzal y tlapalería [t͡ɬapaleˈɾia] ('ferretería'). Incluso palabras de origen griego y latino con <tl>, como Atlántico y atleta, se pronuncian con /tl/ : [aˈtlãntiko], [aˈtleta] (comparar [aðˈlãntiko], [aðˈleta] en España y otros dialectos de Hispanoamérica).

### Voseo
También en Nicaragua, como en Argentina, Guatemala, Colombia, Costa Rica, Paraguay, Uruguay, Venezuela, Chiapas (México) y el resto de América Central (excepto en Belice y Panamá parcialmente) se utiliza el voseo; y así como en el español rioplatense, el uso del pronombre "vos" es parte de la norma culta.
En Nicaragua se emplea el voseo pronominal y verbal, ya que el tuteo es minoritario. El voseo ocurre de forma común en el trato familiar y públicamente entre personas de la misma edad o entre amigos. Como cortesía o respeto a personas de importancia pública (ejecutivos, empleadores, profesionales), a adultos o personas de mayor edad se emplea usted.
En Nicaragua el uso del “tú” está prácticamente extinto, pues toda la población utiliza el “vos” para el informal y “usted” para el formal. Si alguna persona utiliza el “tú”, se considera una persona extranjera, o quien imita otra cultura, ya que el uso del “tú” o su conjugación en algunas frases u oraciones es a raíz de muchas telenovelas hispanoamericanas (principalmente mexicanas) donde el tuteo es usual.
En Nicaragua, el uso del pronombre “vos” es la norma culta y de todas las capas sociales. En los últimos años, el “vos” también se comienza a utilizar en los medios de comunicación escritos: en periódicos, revistas, y en todo tipo de publicaciones.

### Léxico
El español de Nicaragua cuenta con centenares de palabras provenientes del náhuatl, existiendo también arcaismos, además de muchos neologismos y anglicismos debidos a la fuerte influencia estadounidense en la historia del país.

## Letras
El alfabeto español nicaragüense consta de 27 letras:
| Letra | Nombre de la letra | Valor fonético (en AFI). |
| ----- | ------------------ | ------------------------ |
| A     | a                  | [a]                      |
| B     | be                 | [be]                     |
| C     | ce                 | [se]                     |
| D     | de                 | [de]                     |
| E     | e                  | [e]                      |
| F     | efe                | [ˈefe]                   |
| G     | ge                 | [he]                     |
| H     | hache              | [ˈat͡ʃe]                  |
| I     | i                  | [i]                      |
| J     | jota               | [ˈhota]                  |
| K     | ka                 | [ka]                     |
| L     | ele                | [ˈele]                   |
| M     | eme                | [ˈeme]                   |
| N     | ene                | [ˈene]                   |
| Ñ     | eñe                | [ˈeɲe]                   |
| O     | o                  | [o]                      |
| P     | pe                 | [pe]                     |
| Q     | cu                 | [ku]                     |
| R     | erre               | [ˈere]                   |
| S     | ese                | [ˈese]                   |
| T     | te                 | [te]                     |
| U     | u                  | [u]                      |
| V     | uve                | [ve]                     |
| W     | doble uve          | [ˈdoβle ˈuβe]            |
| X     | equis              | [ˈekis]                  |
| Y     | ye                 | [ʝe]                     |
| Z     | zeta               | [ˈseta]                  |